# Histoire de la Floride
Les premiers éléments de l'histoire de la Floride remontent à plus de 12 000 ans, lorsque les premiers Amérindiens peuplèrent la région. Elle fut découverte par l’Espagnol Juan Ponce de León en 1513 et baptisée 'Florida'. Enjeu des puissances coloniales, elle passa successivement sous la souveraineté de l'Espagne et de la Grande-Bretagne. Elle devint un territoire (1822) puis un État américain (1845).

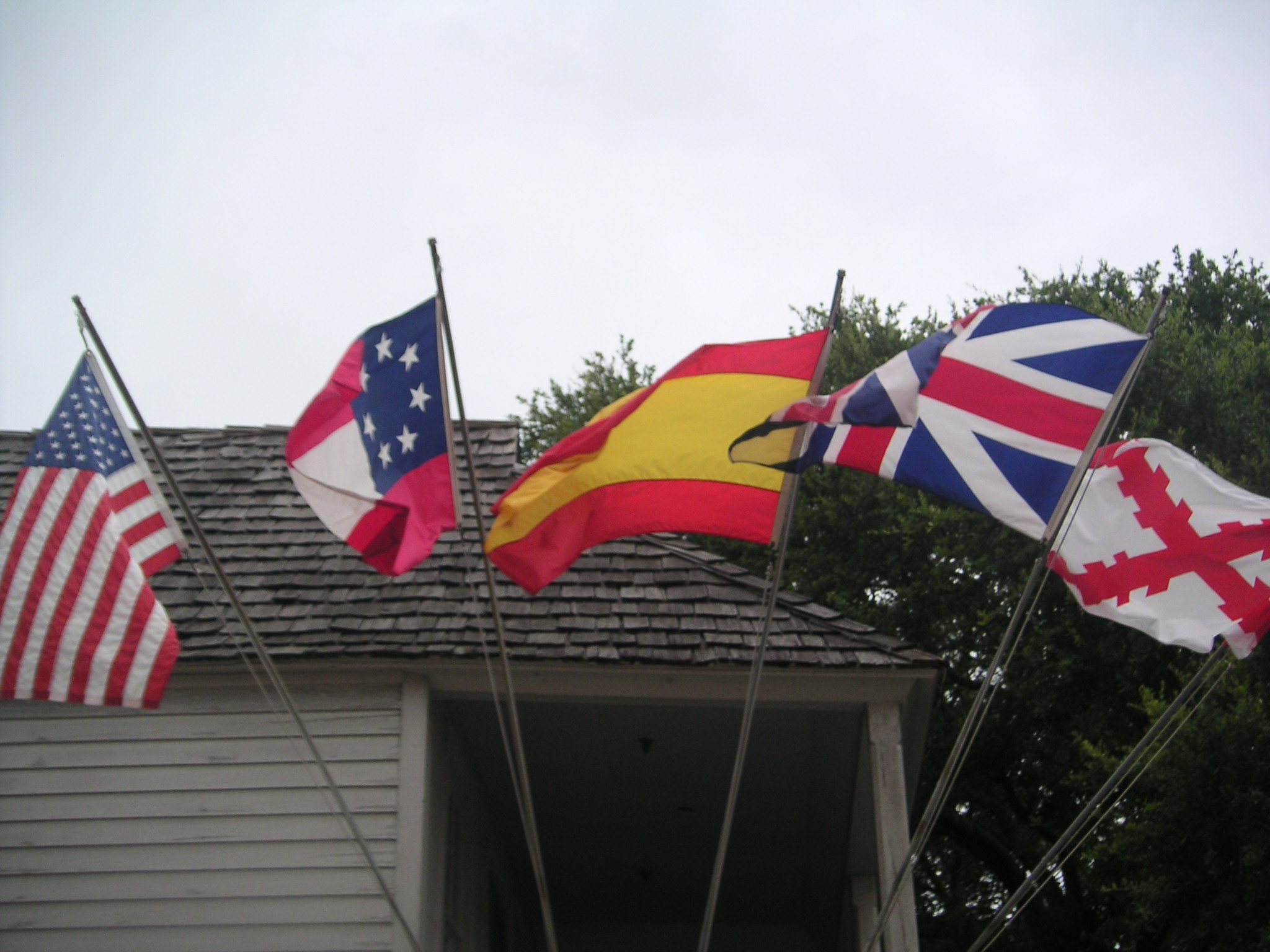
Les cinq drapeaux de la Floride.

## Préhistoire
Les Paléoaméricains entrèrent sur l'actuel territoire de la Floride, il y a au moins 12 000 ans,,, en arrivant vraisemblablement d'Asie, après avoir traversé le détroit de Béring et l'Amérique du Nord.
En raison de l'important volume d'eau emprisonné dans les glaces, lors de la glaciation du Wisconsin, le niveau des mers était alors inférieur d'une centaine de mètres par rapport au niveau actuel. Il en résultait que la péninsule de Floride était deux fois plus étendue que de nos jours,. Son climat était aussi plus sec et plus frais, ses milieux naturels étaient très différents : il existait peu de cours d'eau et de marécages, et l'environnement était semi-aride. Une mégafaune, aujourd'hui disparue, peuplait la région : tigres à dent de sabre, tatous géants, chameaux, etc.. Compte tenu du manque d'eau potable, les Amérindiens vivaient à proximité des dolines et des bassins calcaires. Par exemple, le site préhistorique de Page-Ladson a révélé aux archéologues des objets amérindiens, parmi lesquels des pointes de la culture Clovis.
Les glaciers commencèrent à refluer vers 8000 avant Jésus-Christ, sous l'effet du réchauffement climatique, ce qui provoqua une élévation du niveau moyen des mers. Le climat de la Floride devint plus chaud et plus humide. Ces changements provoquèrent aussi l'émergence de nouvelles cultures amérindiennes : cette période, qualifiée d’« archaïque » par les spécialistes, se caractérise par la cueillette et la pêche. L'un des principaux sites archéologiques est celui de Windover Pond. Les premières communautés se sédentarisèrent près des littoraux à partir de 5000 av. J.-C. Vers 3000 av. J.-C., à la fin de la période archaïque, se mit en place l'environnement actuel de la Floride. Les Amérindiens furent à l'origine des sambaquis, c’est-à-dire des dépôts de coquillages qui subissent une fossilisation chimique par la pluie. Ils édifièrent des tertres comme ceux de Horr's Island ou de Crystal River. La poterie cuite fit son apparition vers 2000 av. J.-C. La culture archaïque se diversifia vers 500 av. J.-C. et donna naissance à des cultures régionales. Les peuples présents dans le nord-ouest de la Floride actuelle furent influencés par la civilisation du Mississippi, alors que ceux qui vivaient au sud et à l'est conservèrent des caractéristiques héritées de la période archaïque. La culture du maïs se diffusa au nord d'une ligne allant de Daytona Beach à la baie de Tampa. Elle arriva au sud de la péninsule vers le Ve siècle av. J.-C. Les échanges de produits et de nourriture se développèrent avec les autres peuples du Sud-Est des États-Unis actuels.

## Tribus indigènes

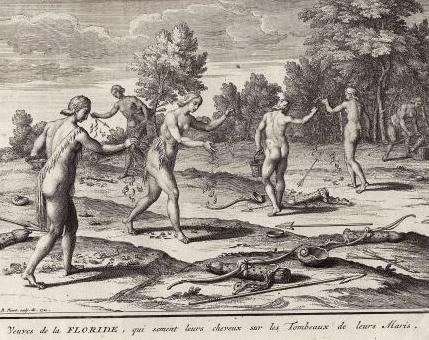
Amérindiens en Floride, Gravure de Bernard Picart, vers 1721.

À l'époque des premiers contacts avec les Espagnols (XVIe siècle), la population de Floride devait être comprise entre 100 000  et 350 000 habitants, répartis en de nombreuses ethnies, villages et tribus. Les conquistadors espagnols ont recensé une centaine de noms de peuples amérindiens : les mieux organisés étaient les Apalachees, qui comptaient environ 50 000 personnes, dans la zone de Big Bend. Le nombre d’Amérindiens parlant un dialecte timucua est estimé à 150 000, mais les Timucuas vivaient dans des villages séparés, dans le nord-est et le centre. Les Calusas occupaient le sud de la péninsule.
Parmi les autres tribus amérindiennes figuraient les Ais, Caloosahatchees, Jaegas, Mayaimis, Tequestas et Tocobagas.
Avec la colonisation espagnole, la population amérindienne s'effondra, à cause des maladies importées par les conquérants et des violences commises. Ces violences ont été le fait des soldats espagnols, mais aussi d'autres tribus, comme celles de la Province de Caroline voisine, au XVIIIe siècle. C'est également à cette époque qu'une partie des Apalaches se réfugia en Louisiane, où ils survécurent en bonne amitié avec la France (Louisiane française), et préservèrent leur identité pendant quelques décennies. Les survivants furent déportés à Cuba, lorsque l'Espagne céda la Floride aux Britanniques après la guerre de Sept Ans (1756-1763). Les Séminoles, descendants de transfuges du peuple creek, se développèrent comme tribu distincte au XVIIIe siècle en Floride.

## Exploration et rivalités européennes
Selon une légende populaire, l'Espagnol Juan Ponce de León aurait découvert la Floride en cherchant la fontaine de jouvence. Il débarqua sur la côte orientale de la péninsule entre le 2 et le 8 avril 1513, sans doute près de l'actuelle ville de Saint Augustine,. Il baptisa l'endroit « La Pascua Florida », ce qui signifie « la Pâque fleurie » en référence au dimanche des Rameaux. Il se peut que Ponce de León ne fut pas le premier Européen à atteindre la Floride, car il aurait rencontré un Amérindien, qui savait déjà parler espagnol. Il est en tout cas le premier à observer le courant marin du Gulf Stream. Il fit route ensuite vers le sud, où il fut blessé dans un affrontement contre les Calusas. Il fut gouverneur de Porto Rico, puis il revint en 1521 afin de trouver de l'or et d'évangéliser les Amérindiens. L'établissement qu'il fonda avec environ 200 colons ne dura pas, à cause des attaques répétées des Amérindiens dans lesquelles Ponce de Léon laissa sa vie.
À partir de cette date, le territoire fut connu sous le nom de La Florida, bien que, de 1630 au XVIIIe siècle, le nom Tegesta (d'après la tribu des Tequestas) fût fréquemment utilisé à la suite de la publication d'une carte du cartographe hollandais Hessel Gerritsz dans l'Histoire du Nouveau Monde de Johannes de Laet.
L'expédition de Pánfilo de Narváez explora la côte occidentale de la Floride, mais l'Espagnol trouva la mort dans une attaque amérindienne en 1528, tandis que le reste de l'expédition fut massacré, ou sombra dans un ouragan. Les survivants, parmi lesquels Álvar Núñez Cabeza de Vaca, rejoignirent le Mexique en 1536, après avoir traversé tout le sud des États-Unis actuels. Leurs récits légendaires alimenteront plus tard les expéditions espagnoles destinées à trouver les fameuses cités d'or.

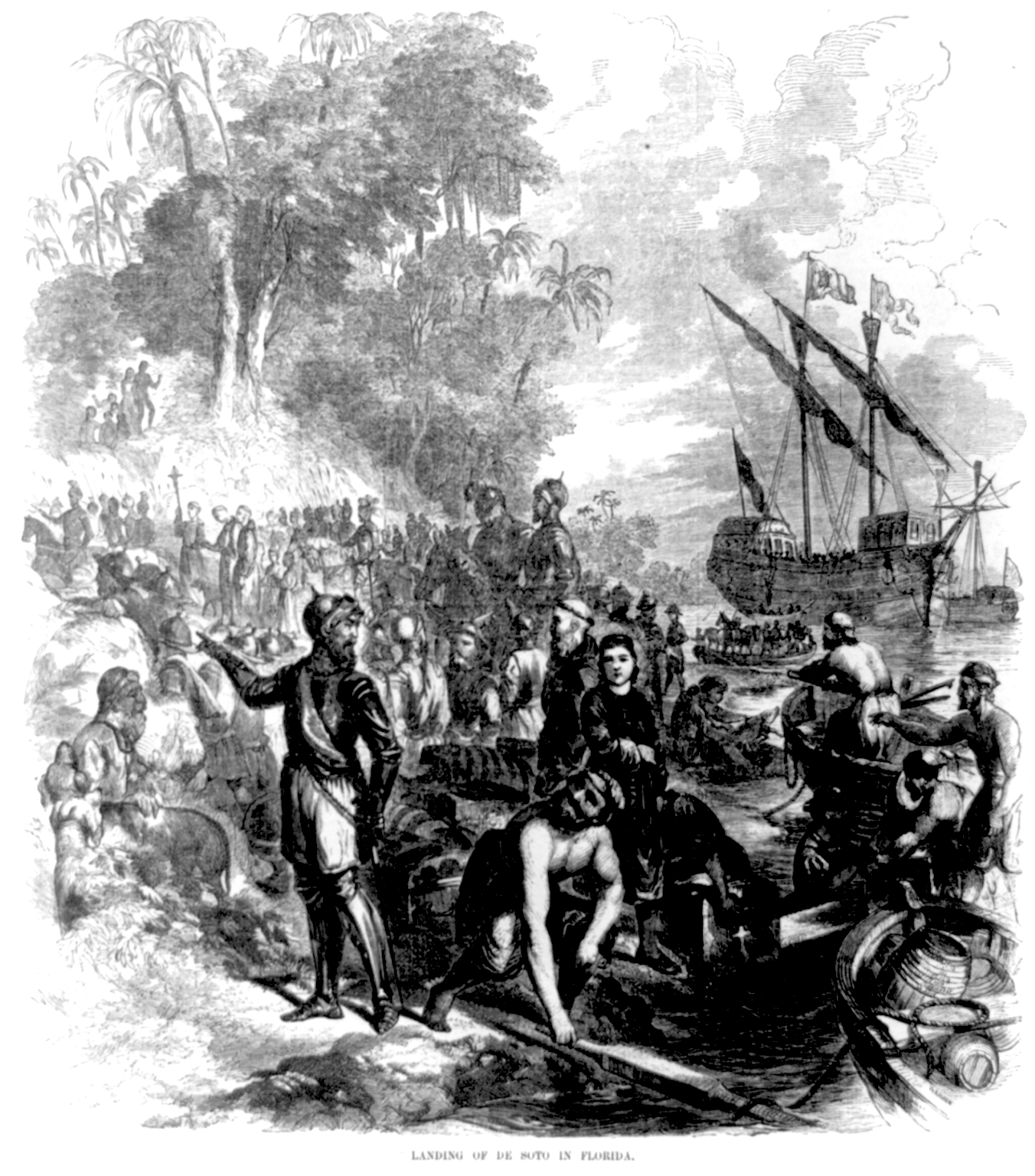
Débarquement d'Hernando de Soto en Floride. Gravure de 1855.

Le 30 mai 1539, avec neuf navires, 570 hommes et femmes et 213 chevaux, Hernando de Soto arriva en un lieu qu’il baptisa Espiritu Santo (l'actuel Bradenton dans la baie de Tampa. De Soto s'engagea à l'intérieur des terres de Floride en direction du nord, explorant la côte ouest, et il subit quelques embuscades le long de sa route, de la part des autochtones. Son premier campement d'hiver, à la fin d'octobre 1539, fut à Anhaica, la capitale des Apalaches, le seul lieu où des archéologues ont trouvé des traces du passage de l'expédition. Celle-ci se dirigea ensuite vers l'ouest et traversa deux fois le Mississippi. Ses compagnons laissèrent des récits sur les indigènes de Floride, qui furent publiés par la suite. Une tentative de colonisation à Pensacola menée par Tristán de Luna en 1559 fut finalement abandonnée en 1561,.

### Nouvelle-France floridienne

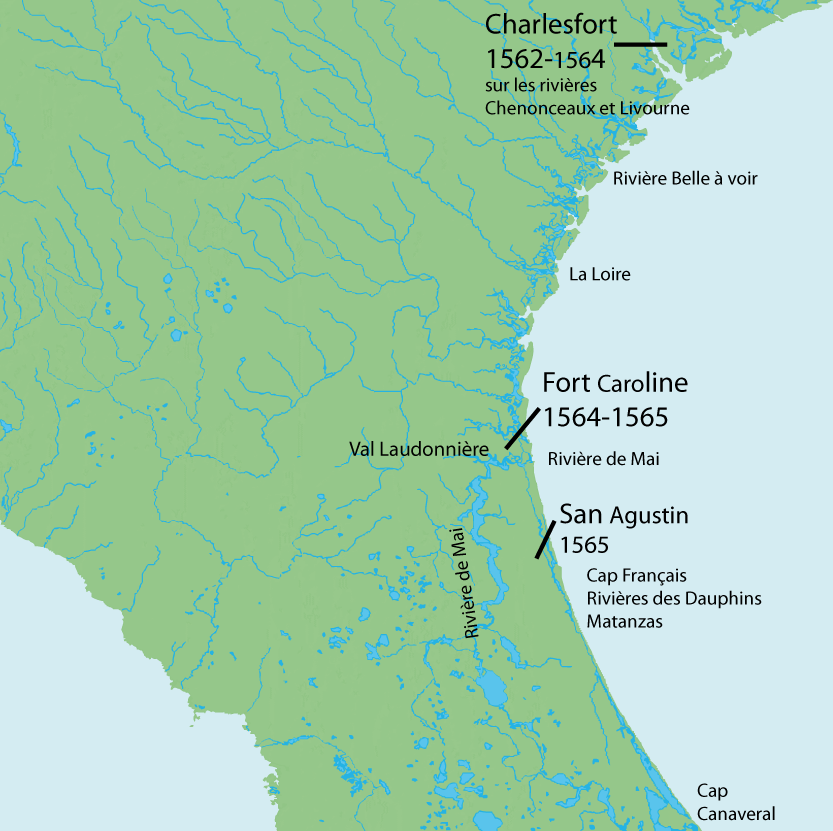
Nouvelle-France floridienne

Le projet d'une Nouvelle-France ayant échoué dans le Saint-Laurent en 1543, puis au Brésil en 1560, l'amiral Coligny qui cherchait à fonder une colonie-refuge huguenote envoie Ribault et Laudonnière en Floride.
Le huguenot français Jean Ribault aborda la côte orientale de Floride le 30 avril 1562 et construisit le Charlesfort dans l'archipel aujourd'hui nommé Beaufort en Caroline du Sud. Le 30 juin 1564, René de Laudonnière fonda la colonie de Fort Caroline en honneur du roi de France Charles IX le long de la rivière de Mai (aujourd'hui Saint-John's), près du site actuel de Jacksonville, : il devait accueillir les réfugiés huguenots chassés par les guerres de Religion.

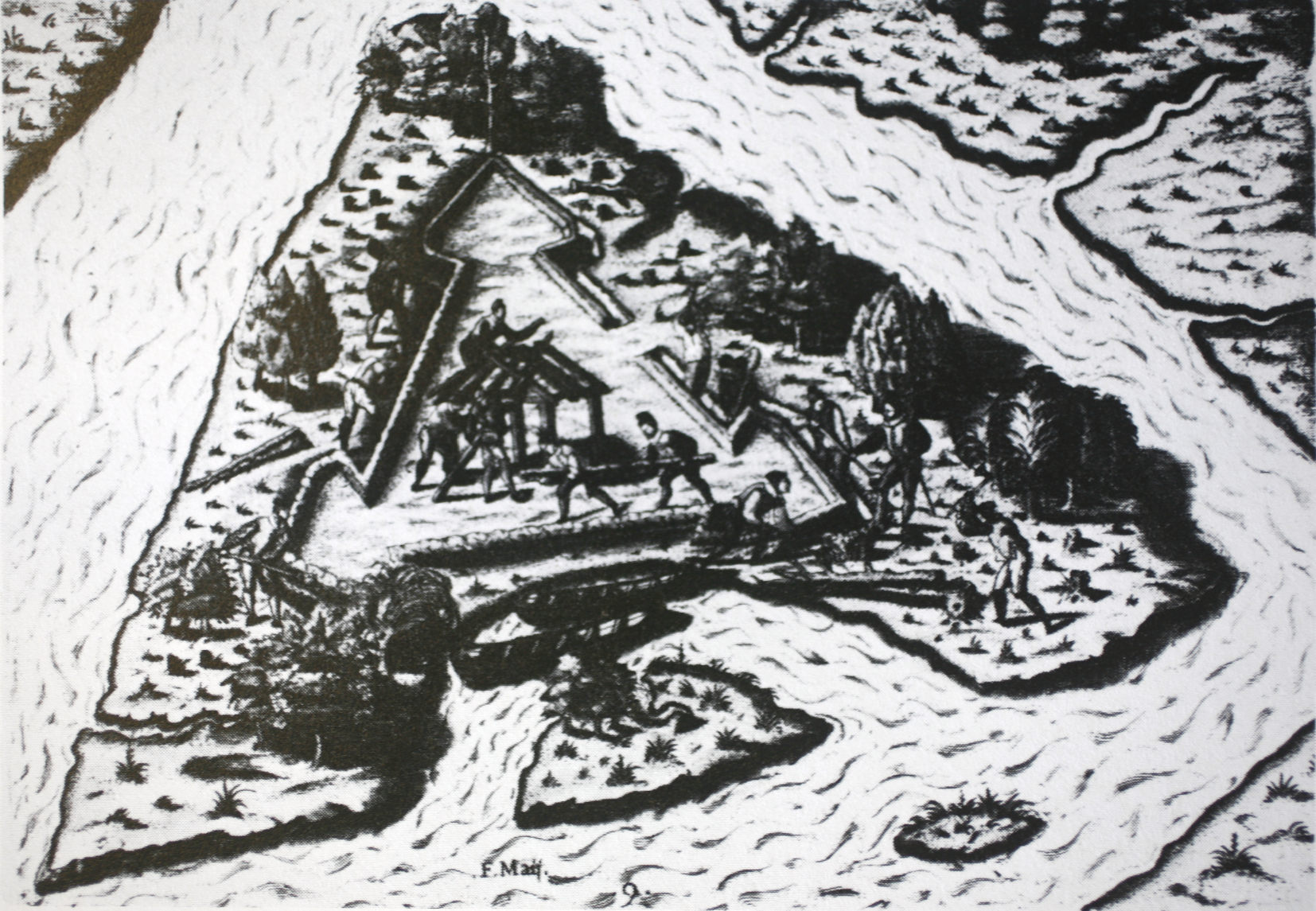
Construction du Fort Caroline

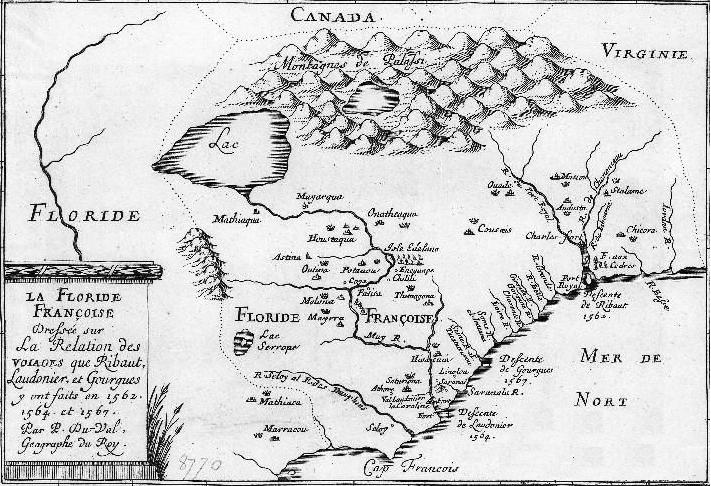
La Floride française par Pierre du Val, XVIIe siècle

Les Espagnols débarquent en Floride en 1565 pour en chasser les Français. Ils massacrent les hommes de Fort-Caroline à Matanzas («massacres» en espagnol). Cette défaite scelle le sort de la Nouvelle-France floridienne.

### Colonisation espagnole
Le 8 septembre 1565, la colonie espagnole de Saint Augustine fut fondée par Pedro Menéndez de Avilés : elle devint la plus ancienne colonie des États-Unis occupée en continu par des Européens,. Les Espagnols, en particulier des Jésuites puis des Franciscains, commencèrent à édifier des missions pour évangéliser et encadrer les Amérindiens.
Le 20 septembre 1565, Menéndez de Avilés s'empara du Fort Caroline par la voie terrestre en provenance de Saint Augustine, après qu'une attaque navale des Français s'échoua dans les intempéries. Les Français furent massacrés une première fois le 29 septembre et une seconde fois le 12 octobre : Jean Ribault trouva la mort lors de ces massacres. La deuxième série d'exécutions se déroula au bord d'une rivière, que l'on nomma par la suite Matanzas (mises à mort en espagnol). Les survivants furent déportés (on aurait retrouvé la trace de quelques-uns d'entre eux au Mexique). Menéndez renomma le fort « San Mateo ». Deux ans plus tard, celui-ci fut repris par le Français Dominique de Gourgues. Les positions espagnoles furent également menacées par les attaques amérindiennes et anglaises : le corsaire Sir Francis Drake (1542-1596) incendia Saint Augustine en 1586,. Les fondations espagnoles se multiplièrent au XVIIe siècle : la mission San Luis (actuelle Tallahassee), le castillo de San Marcos à Saint Augustine (construit avec une main d'œuvre amérindienne et africaine), Pensacola, etc. Mais la colonisation espagnole fut rendue difficile par les épidémies, comme celle de 1659. Malgré la fondation de Pensacola en 1698, les Espagnols durent céder du terrain aux Anglais installés au nord, dans la province de Virginie et les Carolines. À l'est, les Français imposèrent leur domination sur la Louisiane et finirent par prendre Pensacola en 1719.
Les attaques se poursuivirent au XVIIIe siècle : celle du colonel anglais James Moore contre Saint Augustine fut menée en coopération avec les Yamasee et les Creeks en 1702. La ville fut une nouvelle fois assiégée en 1740, sans pour autant que la Floride ne passât sous domination britannique.
Au cours du XVIIIe siècle, la Floride espagnole accueillit de nombreux réfugiés amérindiens (par exemple pendant la guerre Yamasee de 1715-1717) mais aussi des esclaves noirs en fuite, ce qui irritait les Britanniques. La fondation de la Géorgie en 1733, l'effondrement du système missionnaire et les défaites des Apalachees, alliés des Espagnols, ouvrirent la région aux raids à visée esclavagiste jusqu'aux Keys. Ces violences finirent par décimer les Amérindiens, qui n'étaient plus que 300 en 1763.
Durant l'époque moderne (XVIe - XVIIIe siècle), les navires européens utilisaient le courant du Gulf Stream pour retourner en Europe, si bien que le détroit de Floride devint un lieu de passage stratégique. Plusieurs s'échouèrent sur les récifs au large de la Floride. Certaines îles servirent de refuge aux pirates et aux esclaves en fuite, comme Elliott Key dans la Baie de Biscayne.

#### Un refuge pour les esclaves afro-américains
Les lois espagnoles sur l'esclavage, héritées du droit canon, faisaient que les esclaves avaient des droits légaux y compris le droit de posséder des biens, de poursuivre en justice, de garder leurs familles ensemble et d'acheter leur liberté. Cette libéralisation faisait que les Espagnols de la Nouvelle Espagne pouvaient compter sur la collaboration de leurs esclaves, aussi bien en tant que militaires qu'en tant qu'ouvriers agricoles. Ces lois espagnoles sur l'esclavage attirent des esclaves en fuite des colonies anglaises à proximité. Les fugueurs s'étaient transmis la formule magique : 
"Je veux être baptisé dans la seule vraie foi (catholique)".
Après bien des hésitations, le roi d'Espagne Charles II a jugé bon de tirer parti de la dévotion apparente des fugueurs. En 1693, il décrète que tout esclave fuyant les colonies britanniques sera affranchi et protégé, à partir du moment où il mettait les pieds en territoire espagnol. En échange de ce droit d'asile les fugueurs devaient s'engager à suivre la foi catholique et à s'engager dans la milice, et être prêts à verser jusqu'à leur "dernière goutte de sang pour défendre la Grande Couronne d'Espagne et la Sainte Foi",,. C'est ainsi qu'entre le XVIIe et le milieu du XVIIIe siècle, des esclaves ont fui les colonies britanniques pour rejoindre la Floride espagnole, avec l'espoir d'une vie meilleure, notamment à Saint Augustine, où ils fondent une colonie noire Gracia Real de Santa Teresa de Mose,.
En 1726, le gouverneur de Floride Antonio de Benavides (en) créée une milice d'esclaves afro-américains pour aider les régiments espagnols à défendre Saint-Augustin contre les attaques britanniques. Il nomme un Afro-Américain Francisco Menéndez (en) à la tête de la milice avec le grade de capitaine.
En 1733, le gouvernement espagnol interdit la vente d'esclaves en fuite à des particuliers et offre aux miliciens la liberté, après quatre années de service. En 1737, Menéndez et plusieurs autres miliciens afro-américains obtiennent la liberté inconditionnelle du nouveau gouverneur de Floride, Manuel de Montiano (en).
En 1738 Manuel de Montiano déclare que le village de Gracia Real de Santa Teresa de Mosé est une commune pour les citoyens afro-américains de Saint-Augustin et y fait construire un fort abritant près de 40 hommes et femmes libres, dont Menéndez et son épouse María. Menéndez devient le chef de la communauté de Fort Mose.

## Première période britannique (1763-1783)

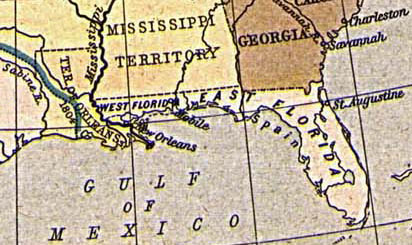
Floride orientale et occidentale en 1810.

Pendant la guerre de Sept Ans (1756-1763), l'Espagne se rangea dans le camp français contre la Grande-Bretagne. Les Britanniques finirent par remporter le conflit et le traité de Paris, signé en 1763, modifia considérablement la carte des colonies d'Amérique du Nord : Madrid dut céder la Floride, en échange de La Havane à Cuba, que les Britanniques avaient envahi pendant le conflit. La plupart des habitants, qu'ils furent colons ou amérindiens, quittèrent la région. La métropole britannique divisa le territoire en deux entités : la Floride orientale, avec pour capitale Saint Augustine, et la Floride occidentale avec pour principale ville Pensacola ; elle encouragea l'installation de nouveaux colons, en particulier dans la partie orientale, en leur offrant de privilèges commerciaux et des terres. La nouvelle administration essaya de développer la colonie par un envoi de Minorquains et de Grecs, mais ce projet échoua. Dès 1767, la frontière nord de la West Florida fut déplacée sur une ligne s'étendant de l'embouchure de la Yazoo à la Chattahoochee River (32° 28′de latitude nord).
En 1768, le médecin écossais Andrew Turnbull fit venir 1 400 engagés qui s'implantèrent à New Smyrna Beach. Ces derniers tentèrent de produire de l'indigo, du raisin, du riz, du coton et de la soie, dont l'empire colonial avait besoin, mais les résultats furent médiocres à cause de la mauvaise qualité des sols. La colonie finit pas décliner et les colons s’enfuirent à Saint Augustine. Durant cette période, les Amérindiens Creeks immigrèrent en Floride pour former la tribu des Séminoles.
La Floride fut un enjeu de la guerre d'indépendance des États-Unis (1775-1783) opposant les Britanniques aux insurgés américains et leurs alliés franco-espagnols. Contrairement aux Treize colonies, elle resta fidèle à la couronne britannique et accueillit même des réfugiés loyalistes. Les Espagnols s'emparèrent de Pensacola en 1781 et d’une grande partie de la Floride Occidentale. Le traité de Paris redonna la Floride à l'Espagne, sans en préciser les frontières. Les États-Unis souhaitaient que fût reprise l'ancienne limite sur le 31e parallèle, c'est-à-dire celle d'avant 1767. Le traité de San Lorenzo entérina ce choix en 1795. La plupart des colons britanniques quittèrent la Floride pour les Bahamas ou la métropole.

## Second contrôle espagnol
La seconde période espagnole fut relativement courte (1783-1819). La Floride devint un foyer d'immigration pour les Américains attirés par les terres offertes et les esclaves noirs en fuite. Peu de civils et de militaires espagnols étaient présents dans la colonie, dont le contrôle était théorique. Quant aux colons britanniques, ils n'acceptaient pas la souveraineté espagnole: ils se révoltèrent en 1810 et fondèrent une éphémère République libre et indépendante de Floride occidentale (Free and Independent Republic of West Florida). Le 27 octobre 1810, le président des États-Unis James Madison annexa la Floride occidentale, considérée comme faisant partie de l'achat de la Louisiane. Fulwar Skipwith et le gouvernement de la Floride occidentale refusèrent dans un premier temps cette annexion. William C. C. Claiborne fut chargé par Washington de prendre possession du territoire en décembre 1810, qui fut intégré au Territoire d'Orléans. Le district de Mobile ne fut annexé qu'en 1812 au Territoire du Mississippi alors que l'Espagne continuait de revendiquer l'ouest de la Floride. Les Amérindiens séminoles, situés en Floride orientale, commencèrent à attaquer la Géorgie aux États-Unis, ce qui provoqua des incursions de l'armée américaine. La Première Guerre séminole fut menée par Andrew Jackson en 1817-1818, le territoire est occupé par les États-Unis, contrôlant de fait l'est de la Floride, son domaine étant reconnu par le traité d'Adams-Onís signé le 22 février 1819 et qui prit effet en juillet 1821.
En échange, les États-Unis renonçaient à prendre le Texas, la "vente" étant fausse, cela est dû à une erreur d'interprétation, les 5 millions de dollars évoqués n'étaient pas pour "l'achat" de la Floride, mais pour payer les créances des colons yankees contre l'Espagne au Texas.

## Souveraineté américaine et guerres séminoles

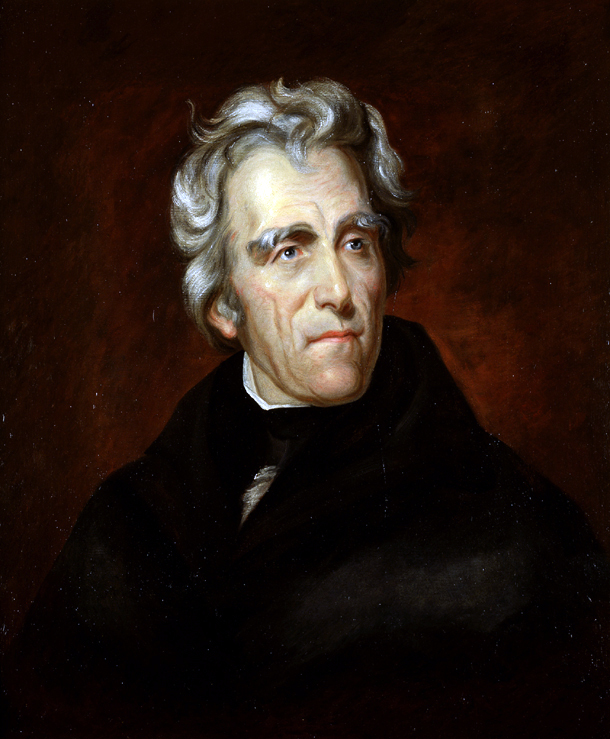
Andrew Jackson fut le premier gouverneur militaire de Floride

La Floride devint un territoire américain le 30 mars 1822. Une grande partie de la Floride occidentale avait été rattachée aux territoires d'Orléans et du Mississippi. En 1823-1824, la capitale fut installée à Tallahassee, à mi-chemin entre Saint Augustine et Pensacola. Le territoire fut divisé en deux comtés : le comté d'Escambia et le comté de Saint Johns de part et d'autre de l'ancienne limite entre Floride occidentale et Floride orientale. Le premier gouverneur fut Andrew Jackson auquel succéda William Duval en 1822,.
Les colons américains développèrent une économie de plantation similaire à celle du Sud profond. Alors que le nombre d'établissements en Floride augmentait, la pression se fit sentir sur le gouvernement américain pour qu'il déplaçât les Amérindiens qui peuplaient ces territoires. Les propriétaires terriens de Géorgie se plaignaient que les Séminoles accueillaient des esclaves noirs en fuite. Et des nouvelles frictions entre les Blancs et les Amérindiens se firent sentir avec l'afflux de nouveaux arrivants.
En 1832, le gouvernement des États-Unis signa le traité de Payne's Landing avec certains des chefs séminoles, en leur promettant des terres à l'ouest du Mississippi s'ils acceptaient de quitter la Floride. De nombreux Séminoles partirent à cette époque, alors que ceux qui restaient se préparaient à défendre leurs droits sur la terre. Les colons blancs firent à nouveau pression sur le gouvernement pour retirer tous les Amérindiens, par la force si nécessaire. En 1835 l'armée américaine arriva pour faire respecter le traité signé trois ans plus tôt, ce qui déclencha la seconde guerre séminole.

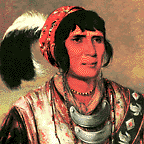
Le chef séminole Osceola.

Au cours du massacre de Dade, les Séminoles affrontèrent les troupes en embuscade entre Fort Brooke (Tampa) et Fort King (Ocala), tuant ou blessant mortellement 107 des 108 soldats de la colonne. Entre 900 et 1 500 guerriers amérindiens prirent cependant le maquis et utilisèrent des tactiques de guérilla contre l'armée américaine pendant sept ans. Osceola mena la rébellion. Après son arrestation, des négociations de cessez-le feu furent lancées en 1837. Il mourut en captivité, moins d'un an plus tard. La guerre s'éternisa jusqu'en 1842 et devint la plus coûteuse des guerres indiennes du XIXe siècle. Le gouvernement américain a en effet dépensé entre 20 millions et 40 millions de dollars en sept années de campagnes, une somme considérable à l'époque, et la guerre ne remplit pas tous ses objectifs puisque de nombreux résistants demeuraient dans les régions orientales. Après la guerre, les Séminoles furent déportés à l'ouest du Mississippi et 300 d'entre eux furent autorisés à rester dans les Everglades.

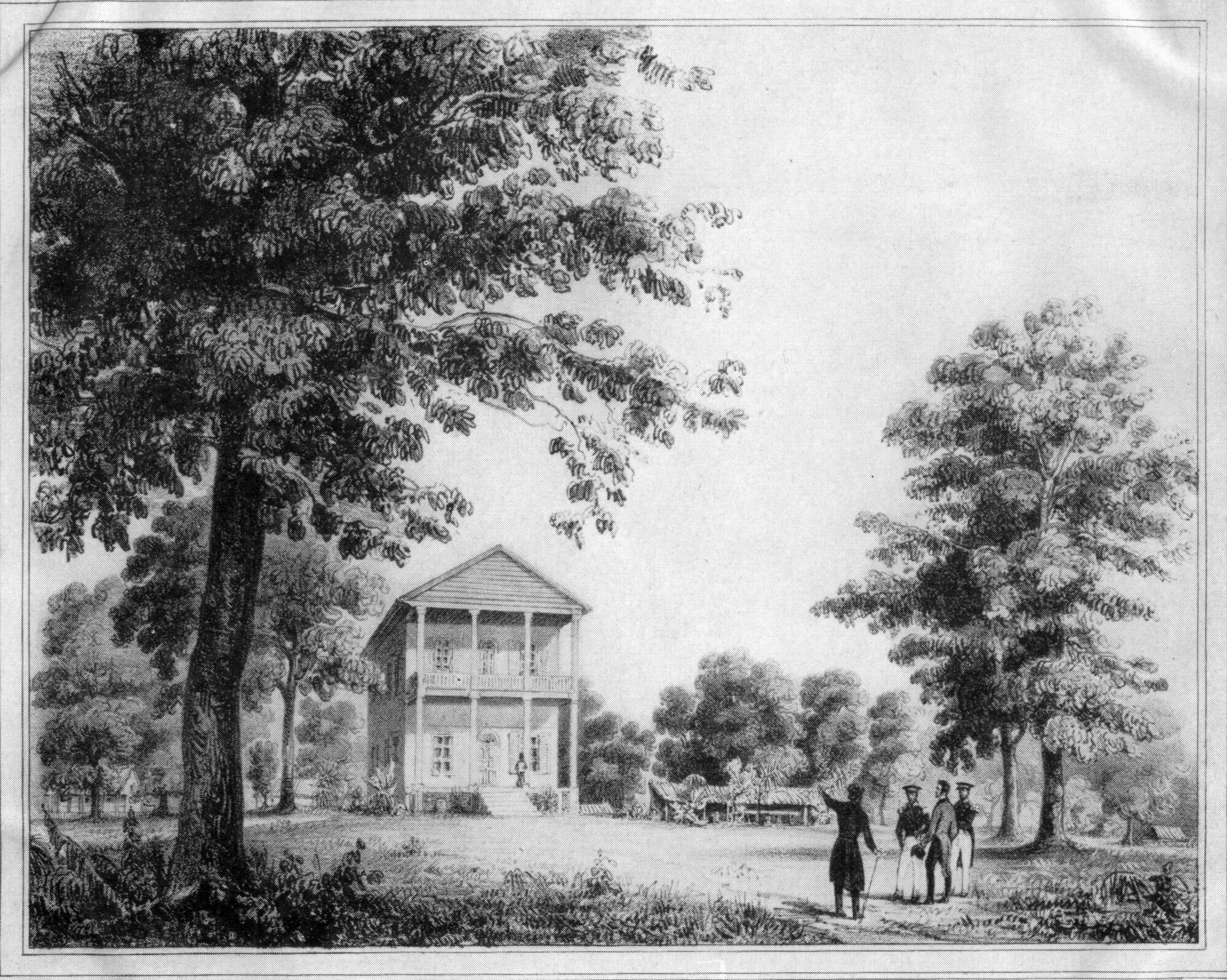
Le premier capitole de l'État de Floride.

Le 3 mars 1845, la Floride devint le 27e État des États-Unis avec pour premier gouverneur William Dunn Moseley. Elle se dota d'un sceau en 1847 et de deux établissements d’enseignement en 1851. La troisième guerre séminole (1855-1858) fut menée pour vaincre la résistance des derniers Amérindiens. À l'issue du conflit, il ne restait plus qu'une centaine de Séminoles en Floride. À la suite d'une insurrection en 1859, 75 d'entre eux furent déportés vers l'ouest. Les autres, dont le chef Ar-pi-uck-i restèrent dans les Everglades, refusant de quitter la terre de leurs ancêtres. De nos jours, leurs descendants sont encore présents dans la région.
À la veille de la guerre de Sécession, la Floride était l'État le moins peuplé du Sud des États-Unis, avec environ 140 000 habitants, dont 44 % étaient des esclaves. Ces derniers travaillaient de force dans les plantations de coton et de canne à sucre, situées pour la plupart au centre de la péninsule. Beaucoup d’entre eux appartenaient à la culture gullah qui s’était développée en Géorgie et en Virginie. L'esclavage devint une question politique et économique majeure pour les planteurs floridiens. Ces derniers s'opposaient au parti républicain et aux idées abolitionnistes des États du Nord. Au cours de l'élection présidentielle américaine de 1860, ils refusèrent de voter pour Abraham Lincoln et la Floride finit par se séparer de l'Union, en signant l'ordonnance du 10 janvier 1861,. Elle rejoignit les États confédérés d'Amérique quelques semaines plus tard et s'engagea dans la guerre de Sécession.

## Guerre civile et Reconstruction

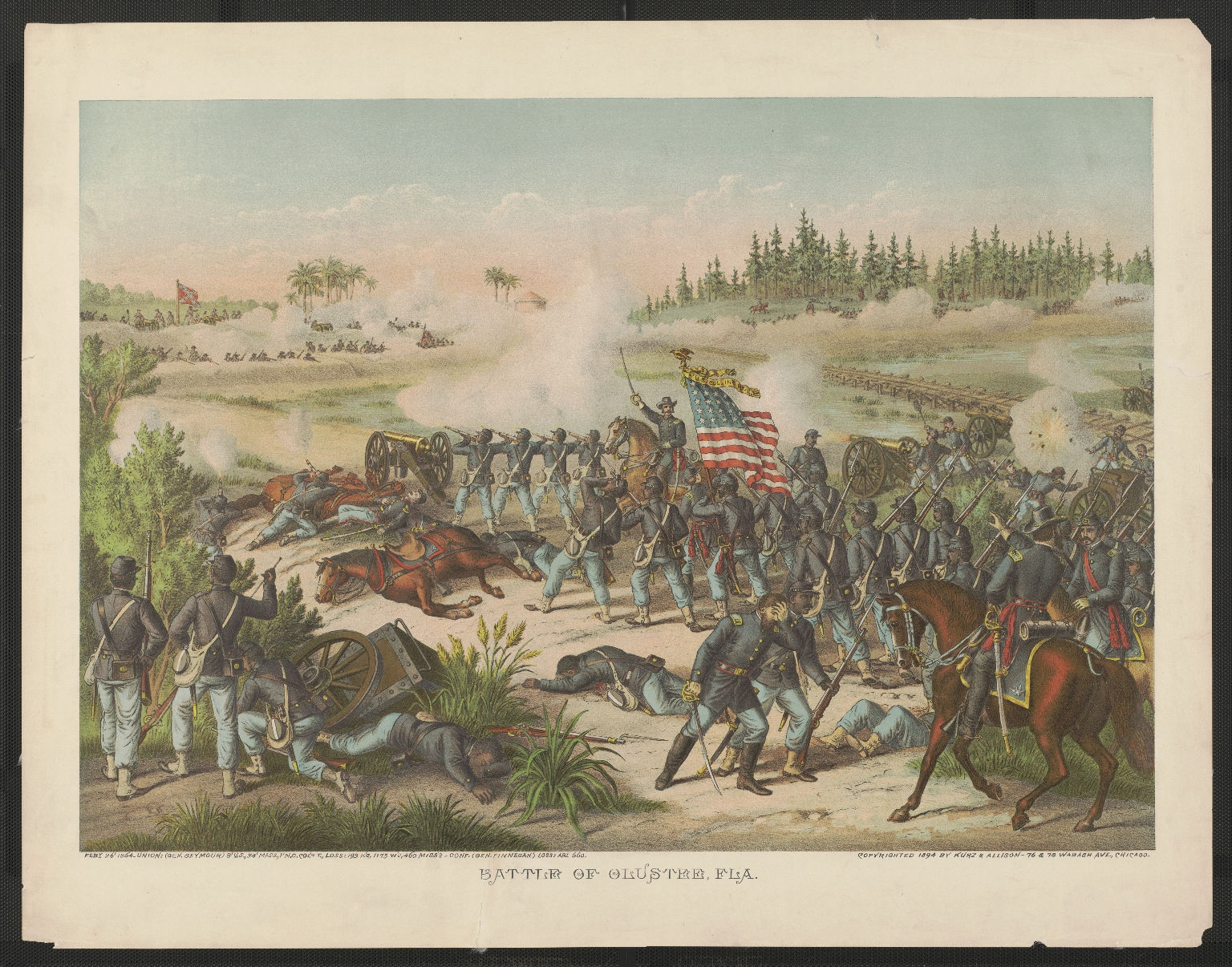
La bataille d'Olustee fut la principale bataille qui eut lieu en Floride pendant la guerre de Sécession.

L'État de Floride envoya trois délégués au Congrès provisoire confédéré (Provisional Confederate Congress) en 1861-1862, le corps législatif des États sudistes pendant le conflit : Jackson Morton, James Byeram Owens, James Patton Anderson, ce dernier ayant été remplacé le 8 avril 1861 par George Taliaferro Ward puis par John Pease Sanderson.
Compte tenu de son faible poids démographique, la Floride contribua à l'effort de guerre plus par son économie que par sa main-d'œuvre ou ses soldats. Elle fournit notamment de la viande, du poisson, du coton et du sel à ses alliés. La Floride ne fut pas un enjeu stratégique majeur, du fait de sa situation géographique périphérique et de sa faible industrialisation, si bien qu'elle connut moins de destructions que les autres États sudistes. Dans les secteurs contrôlés par les Nordistes, c'est-à-dire le littoral, les esclaves profitèrent de la guerre civile pour fuir leur plantation. Certains s’engagèrent comme marins ou soldats.
Les Nordistes organisèrent un blocus maritime pour empêcher le ravitaillement des États sécessionnistes. Ils occupèrent les ports de Cedar Key, Jacksonville, Key West et Pensacola. Les Sudistes contrôlèrent la plupart des forts à l'exception du 
Fort Zachary Taylor et du Fort Pickens. John Milton, le gouverneur de la Floride de l'époque, organisa une milice et renforça la défense de son État. Le contingent floridien comptait environ 15 000 soldats, répartis en douze régiments d'infanterie et deux régiments de cavalerie. La plupart de ces troupes combattirent en Virginie. D'autre part, la brigade de Floride (Florida Brigade) se distingua dans plusieurs campagnes militaires menées par Robert Lee, notamment pendant la bataille de Gettysburg.
Au début de l'année 1862, le gouvernement sudiste demanda à l'armée du général Braxton Bragg stationnée à Pensacola de partir pour le front occidental. Il ne restait alors que plusieurs compagnies indépendantes et quelques bataillons d'infanterie qui reçurent des renforts venus de Georgie en 1864. La Floride fut le théâtre de plusieurs affrontements sans importance décisive (bataille de Natural Bridge qui sauva Tallahassee, bataille de Gainesville, bataille de Marianna) ; la principale bataille fut celle d'Olustee près de Lake City.
Plus le conflit durait, plus le mécontentement des Floridiens grandit contre la conscription et les réquisitions. Les déserteurs furent de plus en plus nombreux et s'organisèrent même pour attaquer les patrouilles confédérées, lancer des raids contre les plantations ou encore renseigner les Nordistes. Environ 2 000 Floridiens, opposés à la sécession, rejoignirent même les rangs de l'armée ennemie.
En mai 1865, le général nordiste Edward M. McCook fut chargé de reprendre le contrôle de la Floride. Il défit le colonel George Washington Scott puis il fit hisser le drapeau des États-Unis sur le capitole de l'État de Floride à Tallahassee et lut la proclamation d'émancipation des esclaves le 12 mai. La guerre de Sécession était terminée en Floride, qui fut officiellement réintégrée dans l'Union le 25 juillet 1868. La Reconstruction pouvait commencer : elle s'acheva en 1877.

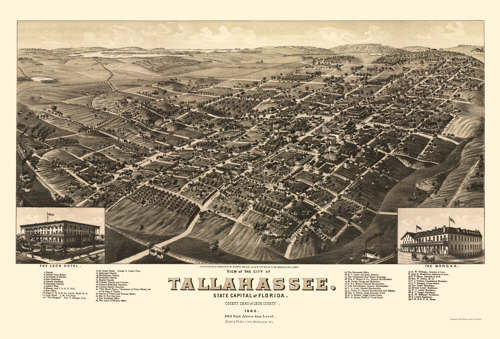
Vue de Tallahassee en 1885.

La Floride se dota d'une nouvelle constitution en 1868, qui sera réformée en 1885. L'élite démocrate reprit le pouvoir en 1877 après plusieurs années de lutte politique et de violences des groupes paramilitaires visant à intimider ses adversaires ainsi que les Noirs. Entre 1885 et 1889, le corps législatif de l'État vota des lois destinées à empêcher les petits Blancs et les Afro-Américains à exercer leur droit de vote et d'éligibilité, comme le prévoyait la constitution américaine. Les conditions pour l'attribution du droit de vote comprenaient un impôt sur le suffrage, des examens d'alphabétisation et l'obligation de fournir des preuves de domiciliation. Comme dans les autres États sudistes, le Congrès de la Floride resta longtemps dominé par le parti démocrate. Ce dernier instaura un régime de ségrégation raciale en adoptant les  lois Jim Crow : les Noirs étaient privés de leur citoyenneté et séparés des Blancs dans les lieux publics.
Pendant la guerre hispano-américaine de 1898, Tampa, Miami et Jacksonville servirent de lieux d'embarquement pour attaquer Cuba. Après le conflit, des milliers de soldats rentrés au pays s'installèrent en Floride.

## Migrations et développement économique

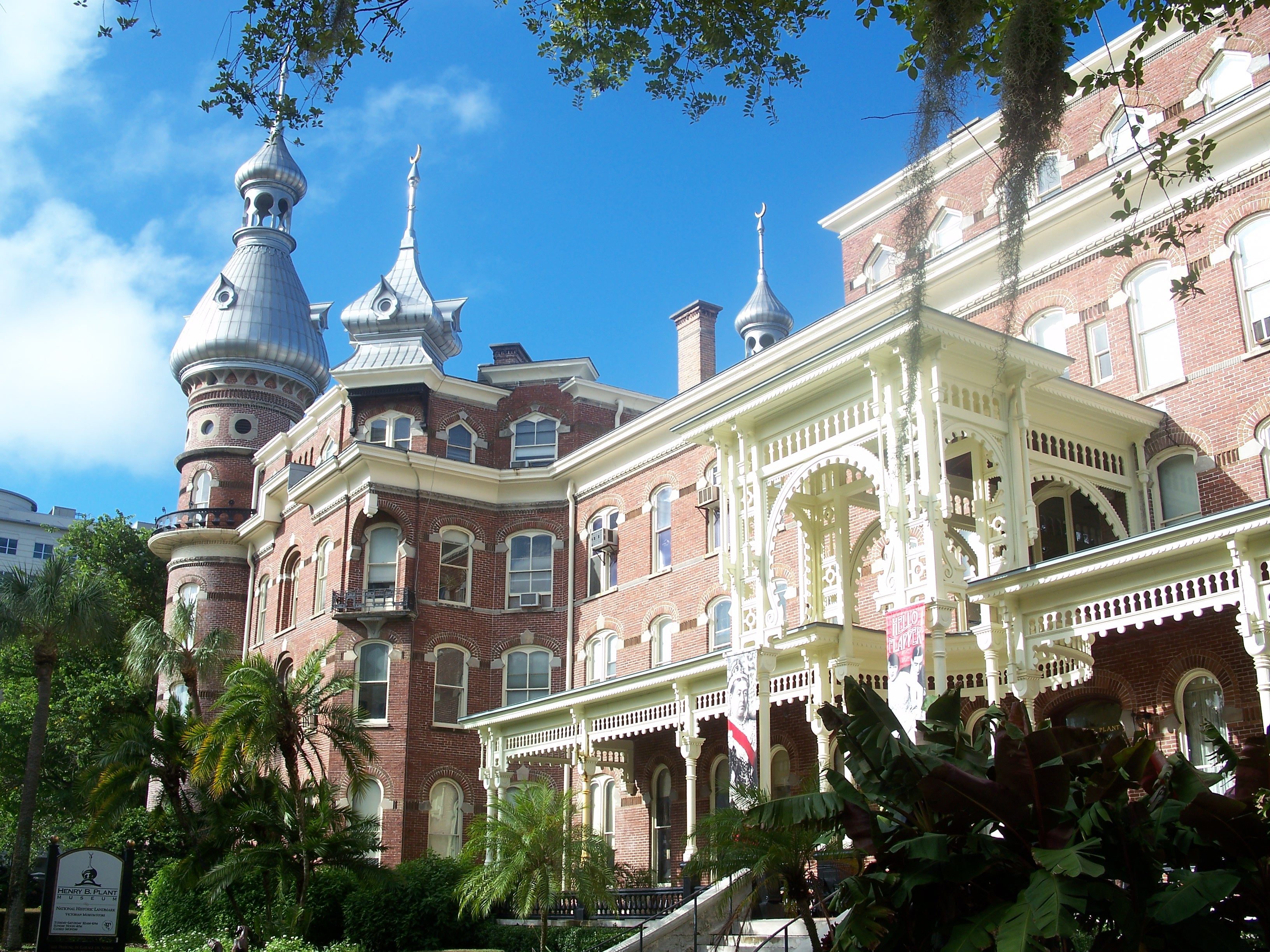
Tampa Bay Hotel, symbole du développement touristique de la Floride à la fin du XIXe siècle.

Le tourisme devint une activité majeure de la Floride et fut favorisé par la construction de voies ferrées dans la deuxième moitié du XIXe siècle. Les magnats des chemins de fer firent construire des hôtels comme Henry Plant (Tampa Bay Hotel) ou Henry Morrison Flagler (Ponce de León Hotel, Ormond Hotel, Royal Poinciana Hotel, Breakers Hotel, Royal Palm Hotel. Le tourisme reçut le soutien du président américain Grover Cleveland, qui parcourut la Floride en train au mois de février 1888. Il prononça notamment un discours à l'exposition subtropicale de Jacksonville et visita plusieurs villes de l'État.
Le secteur primaire connut également un essor important dans le dernier quart du XIXe siècle : la Floride se spécialisa dans l'élevage, la culture des agrumes, la production de bois, de cigares et de phosphates. Ces produits étaient acheminés vers les centres de consommation du nord-est grâce au chemin de fer et aux navires marchands. Les superficies cultivées furent agrandies grâce à des travaux de drainage dans les zones marécageuses comme les Everglades. Dans la première moitié du XXe siècle, l'État fédéral entreprit des grands travaux pour prévenir les inondations.
Les lynchages et les violences racistes dirigées contre les Noirs se multiplièrent après la Première Guerre mondiale. Ces tensions prirent des formes radicales : en novembre 1920, les émeutes d'Ocoee donnèrent lieu à des meurtres, des destructions de maisons, d'églises et d'écoles. Les villes de Perry et de Rosewood furent touchées pendant l'hiver 1922-1923. En 1934, le lynchage de Claude Neal à Marianna provoqua une vague d'indignation dans tout le pays.
Au tournant du siècle, le charançon du cotonnier dévasta les plantations de coton. Pour échapper aux persécutions et aux discriminations, près de 40 000 Afro-Américains quittèrent la Floride pour s'installer dans les villes du Nord-Est des États-Unis. Cette « Grande Migration » des années 1910-1940 qui concernait tous les États du Sud eut également des causes économiques, car beaucoup de Noirs espéraient obtenir des emplois mieux payés.
Le boom ferroviaire et foncier des années 1920 résulta de l'afflux d'investissements extérieurs et bénéficia à des villes comme Palm Beach et Miami. Cet élan fut brisé par les ouragans de 1926 et 1928, par l’éclatement de la bulle spéculative,, et surtout par la Grande Dépression à partir de 1929. Pourtant, c’est dans les années 1930 que furent aménagés les premiers parcs d'attraction qui font la réputation de la Floride : Cypress Gardens Adventure Park (1936) près de Winter Haven, Marineland (1938) près de Saint Augustine.
Dès 1933, le président américain Franklin Delano Roosevelt, qui subit une tentative d'assassinat à Miami, mit en place le New Deal pour sortir le pays de la crise. En Floride, ce programme prit des formes multiples comme la construction du Cross-Florida Barge Canal. De grands travaux de drainage des marécages furent entrepris, pour mettre en valeur de nouvelles terres agricoles dans le Sud de la péninsule. Cette région connut alors une importante croissance démographique en attirant des Américains, mais aussi des Canadiens. Il faut attendre l'avènement de la société des loisirs dans les années 1960 pour voir s'installer le Walt Disney World Resort à Orlando. Grâce au tourisme automobile et à son climat tropical, la Floride était devenue une destination touristique de premier plan pour les Américains.

## Seconde Guerre mondiale et guerre froide

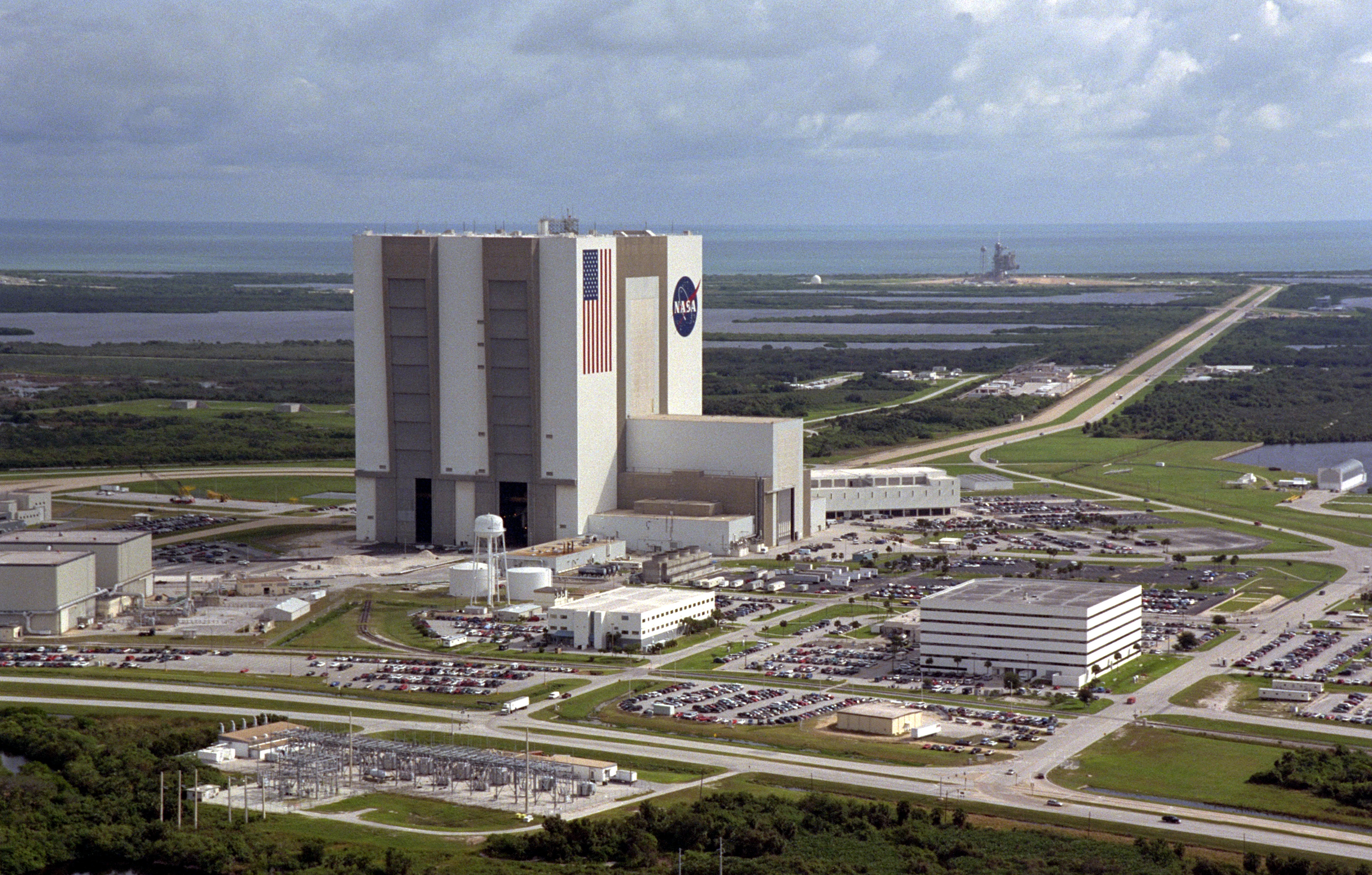
Le centre spatial Kennedy.

La Seconde Guerre mondiale marqua un tournant dans l'économie de la Floride : plus de cent Liberty ships sortirent des chantiers navals Wainwright à Panama City. L'État fédéral créa ou renforça les bases militaires : Naval Air Station Pensacola, Naval Air Station Jacksonville, Naval Station Mayport, Naval Air Station Cecil Field, Naval Air Station Whiting Field, Homestead Air Force Base, Eglin Air Force Base, MacDill Air Force Base. Puis la guerre froide (1947-1991) accentua l'essor du complexe militaro-industriel ; la Floride devint un enjeu majeur, du fait de sa proximité avec l'île communiste de Cuba. Elle accueillit des milliers de réfugiés cubains.
Miami devint progressivement l'un des principaux centres économiques de l'Amérique latine. L'immigration vint également d'Haïti et d'autres États des Caraïbes.
Au cours de la crise de 1962, la région pouvait être directement menacée par les missiles nucléaires soviétiques. Dans le cadre de la compétition avec l'URSS et à cause de sa situation géographique, la Floride accueillit la Patrick Air Force Base et la base de lancement spatial de cap Canaveral. Dans les années 1960, l'État vécut au rythme de la conquête de l'espace, qui participa à sa renommée et créa de nombreux emplois. La mission Apollo 11, lancée depuis le centre spatial Kennedy en juillet 1969, fut suivie par des millions de personnes dans le monde. Le ciel de Floride vit également l'explosion de la navette Challenger en 1986 et Columbia en 2003. Avec la fin de l'affrontement des deux blocs, plusieurs bases militaires ont été fermées (Homestead et Cecil Field), mais le complexe militaro-industriel reste important pour l'économie floridienne.

## Lutte pour les droits civils
Les deux décennies qui suivirent la Seconde Guerre mondiale furent marquées par la lutte pour l'égalité des Afro-Américains dans le Sud des États-Unis. En 1944, la cour suprême des États-Unis interdit le système des primaires blanches qui limitait le droit de vote des Noirs. Le leader Harry Moore fonda une branche de la National Association for the Advancement of Colored People (NAACP) pour la Floride. En 1951, il mourut dans l'explosion d’une bombe posée par des activistes du Ku Klux Klan. D'autres attentats contre des Noirs marquèrent les années 1951-1952 en Floride. En 1954, l'arrêt de la cour suprême des États-Unis interdisant la ségrégation dans les écoles ne fut pas respecté partout. Des émeutes raciales eurent lieu à Jacksonville en 1960 et à Saint Augustine la même année. Le boycott des bus de Tallahassee fut organisé par le révérend Charles Kenzie Steele en 1956-1958, en prenant modèle sur les événements d'Alabama. Le mouvement contre la ségrégation eut de nombreux partisans parmi la population blanche de l'État, au premier rang desquels se trouvait Thomas LeRoy Collins, gouverneur de la Floride entre 1955 et 1961. Jusqu'au début des années 1960, les plages du comté de Dade étaient interdites aux Noirs.
Il fallut attendre le Civil Rights Act de 1964 et le Voting Rights Act de 1965 pour que fût reconnue l'égalité des droits entre Noirs et Blancs dans le Sud. Cependant, les inégalités et les tensions demeurèrent jusque dans les années 1980 : plusieurs quartiers noirs de Miami connurent des émeutes raciales à Liberty City (1980) et Overtown (1982 et 1989). Les Noirs ne sont pas les seules victimes des discriminations, comme le montre la campagne anti-homosexuels menée par la chanteuse Anita Bryant à Miami en 1977.

## Un Etat en développement économique et démographique
Amorcé au XXe siècle, le développement économique et démographique important de la Floride se poursuit au XXIe siècle. L'Etat bénéficie de son climat chaud, appartenant à la Sun Belt, attirant notamment des retraités et des jeunes actifs. Des agglomérations se sont fortement développées comme Miami, et des villes nouvelles comme Orlando ont émergé. 
Le changement démographique s'accompagne aussi d'un changement politique: la Floride, historiquement démocrate tend de plus en plus à devenir républicaine (à l'exception des grandes villes. De plus la population historiquement constituée d'une majorité blanche anglo-saxonne et d'une minorité noire se diversifie, avec une part de plus en plus importante de latino-américains (notamment d'origine cubaine et mexicaine).